# Струна (диагностический комплекс)

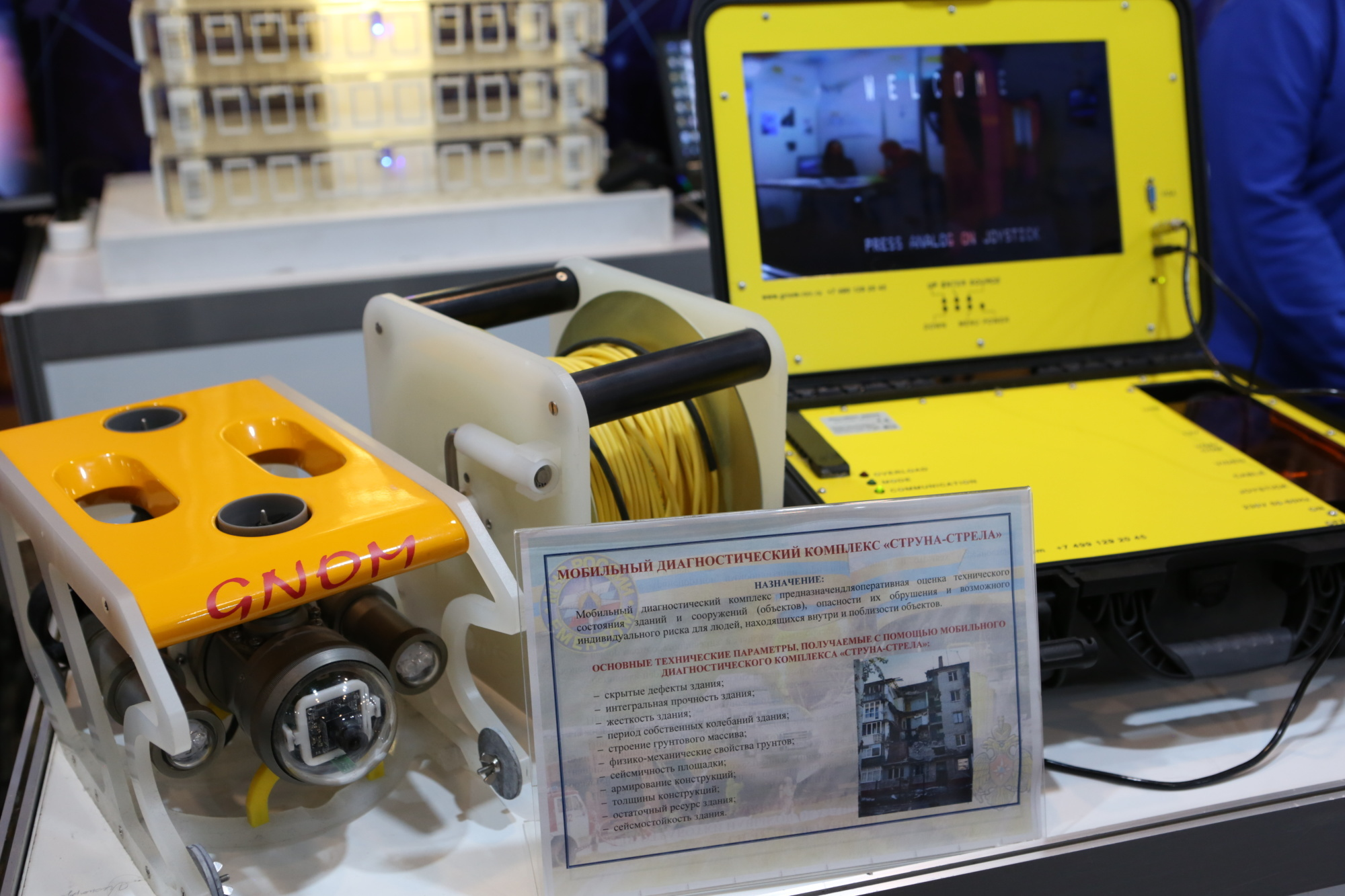
Мобильный диагностический комплекс «Струна-Стрела» МЧC России на Московском международном салоне «Архимед» (2022)

«Струна» — мобильный диагностический комплекс для анализа устойчивости зданий и сооружений. Разработан московским Центром исследований экстремальных ситуаций (ЦИЭКС) в 2000-е годы.

## История
Комплекс «Струна» разработали в начале 2000-х годов С. П. Сущев, В. И. Ларионов, В. Н. Сотин, Н. Н. Хлапов, работавшие в ЦИЭКС в Москве. К 2003 году было изготовлено четыре образца комплекса «Струна» и один комплекс «Стрела», являющийся радиофицированным аналогом «Струны». С 2003 года два комплекса использовались МЧС России, в том числе при оценке последствий землетрясений в различных точках мира, например, в итальянском городе Л’Акуила в апреле 2009 года.
По данным МЧС России, с 2010 года по 2018 год с помощью комплекса «Стрела» обследовано более 3000 зданий и сооружений.

## Конструкция и работа
Мобильный комплекс «Струна» состоит из акселерометрических датчиков, изобретённых специалистами ЦИЭКС, аналого-цифрового преобразующего устройства и компьютера с установленным программным обеспечением для обработки сигналов.
Датчик представляет собой прибор размером с ладонь, в корпусе которого находятся три плоских керамических пьезоэлемента. Каждый датчик осуществляет измерение виброускорений во всех трёх плоскостях. Чувствительность датчика составляет от 100 мВ·м−1·с2, частотный диапазон — от 0,1 до 150 Гц. Электрический сигнал датчика передается по кабелю в аналого-цифровой преобразователь и далее в компьютер для цифровой обработки.
Масса комплекса без кабельных катушек составляет около 9 кг, каждая кабельная катушка имеет массу 20 кг.
Работа комплекса основана на методе, получившем название «метод свободных колебаний». Суть метода заключается в анализе ответного сигнала от испытательного импульса. Такой импульс, в частности, может быть создан ударом по стене здания мешком с песком. До появления комплекса «Струна» использовался аналогичный динамический метод, отличием и недостатками которого являются необходимость крепления датчиков непосредственно к несущим конструкциям и высокая потребная мощность испытательного импульса, создаваемого тяжёлым вибратором, что требовало размещение оборудования на двух грузовых автомобилях.
Полученный от датчиков цифровой сигнал проходит цифровую фильтрацию от шумов, после чего по частоте сигнала делается заключение о состоянии строения: в общем случае, чем ниже сигнал, тем выше вероятность разрушения.

### Комплекс «Стрела»
Комплекс «Стрела» отличается от комплекса «Струна» отсутствием кабельных соединений с датчиками: модифицированные акселерометры оборудованы радиомодулем, с помощью которого передают сигнал на приёмную станцию на расстояние до 1 км.